# Motocross delle Nazioni 2014
Il Motocross delle Nazioni 2014 (conosciuto anche con i nomi Motocross des Nations, Motocross of Nations o MXDN), evento giunto alla sessantottesima edizione, si è disputato a Ķegums in Lettonia nei giorni 27 e 28 settembre 2014. È stato vinto dalla squadra francese, davanti ai team belga e statunitense.

## Gare

### Gara 1 (MXGP & MX2)
| Pos. | Pilota              | Moto      | Tempo  |
| ---- | ------------------- | --------- | ------ |
| 1    | Gautier Paulin      | Kawasaki  | 35'13" |
| 2    | Ryan Dungey         | KTM       | a 3"   |
| 3    | Maximilian Nagl     | Honda     | a 4"   |
| 4    | Jeremy van Horebeek | Yamaha    | a 13"  |
| 5    | Aleksandr Tonkov    | Husqvarna | a 15"  |
| 6    | Filip Bengtsson     | KTM       | a 32"  |
| 7    | Glenn Coldenhoff    | Suzuki    | a 36"  |
| 8    | Tommy Searle        | Kawasaki  | a 40"  |
| 9    | Dylan Ferrandis     | Kawasaki  | a 46"  |
| 10   | Davide Guarneri     | TM        | a 47"  |

### Gara 2 (MX2 & Open)
| Pos. | Pilota           | Moto     | Tempo  |
| ---- | ---------------- | -------- | ------ |
| 1    | Kevin Strijbos   | Suzuki   | 35'28" |
| 2    | Steven Frossard  | Kawasaki | a 3"   |
| 3    | Dean Wilson      | Kawasaki | a 21"  |
| 4    | Tommy Searle     | Kawasaki | a 23"  |
| 5    | Fredrik Noren    | Honda    | a 25"  |
| 6    | Eli Tomac        | Honda    | a 26"  |
| 7    | Tanel Leok       | TM       | s.t.   |
| 8    | Glenn Coldenhoff | Suzuki   | a 27"  |
| 9    | Dylan Ferrandis  | Kawasaki | a 43"  |
| 10   | Marc de Reuver   | Honda    | a 45"  |

### Gara 3 (MXGP & Open)
| Pos. | Pilota              | Moto      | Tempo  |
| ---- | ------------------- | --------- | ------ |
| 1    | Gautier Paulin      | Kawasaki  | 34'03" |
| 2    | Jeremy van Horebeek | Yamaha    | a 2"   |
| 3    | Eli Tomac           | Honda     | a 4"   |
| 4    | Steven Frossard     | Kawasaki  | a 21"  |
| 5    | Dean Wilson         | Kawasaki  | a 24"  |
| 6    | Aleksandr Tonkov    | Husqvarna | a 26"  |
| 7    | Tanel Leok          | TM        | a 27"  |
| 8    | Arnaud Tonus        | Kawasaki  | a 29"  |
| 9    | Kevin Strijbos      | Suzuki    | a 31"  |
| 10   | Rui Gonçalves       | Yamaha    | a 47"  |

## Classifica finale
| Pos. | Selezione Nazionale | Pilota               | Moto      | Classe | Gara 1 | Gara 2 | Gara 3 | Punti |
| ---- | ------------------- | -------------------- | --------- | ------ | ------ | ------ | ------ | ----- |
| 1    | Francia             | Gautier Paulin       | Kawasaki  | MXGP   | 1      |        | 1      | 17    |
| 1    | Francia             | Dylan Ferrandis      | Kawasaki  | MX2    | 9      | 9      |        | 17    |
| 1    | Francia             | Steven Frossard      | Kawasaki  | Open   |        | 2      | 4      | 17    |
| 2    | Belgio              | Jeremy van Horebeek  | Yamaha    | MXGP   | 4      |        | 2      | 27    |
| 2    | Belgio              | Julien Lieber        | KTM       | MX2    | 15     | 11     |        | 27    |
| 2    | Belgio              | Kevin Strijbos       | Suzuki    | Open   |        | 1      | 9      | 27    |
| 3    | Stati Uniti         | Ryan Dungey          | KTM       | MXGP   | 2      |        | 11     | 33    |
| 3    | Stati Uniti         | Jeremy Martin        | Yamaha    | MX2    | 11     | 13     |        | 33    |
| 3    | Stati Uniti         | Eli Tomac            | Honda     | Open   |        | 6      | 3      | 33    |
| 4    | Regno Unito         | Shaun Simpson        | KTM       | MXGP   | 13     |        | 33     | 33    |
| 4    | Regno Unito         | Tommy Searle         | Kawasaki  | MX2    | 8      | 4      |        | 33    |
| 4    | Regno Unito         | Dean Wilson          | Kawasaki  | Open   |        | 3      | 5      | 33    |
| 5    | Germania            | Maximilian Nagl      | Honda     | MXGP   | 3      |        | 12     | 72    |
| 5    | Germania            | Henry Jacobi         | KTM       | MX2    | 28     | 34     |        | 72    |
| 5    | Germania            | Dennis Ullrich       | KTM       | Open   |        | 14     | 15     | 72    |
| 6    | Italia              | Davide Guarneri      | TM        | MXGP   | 10     |        | 14     | 73    |
| 6    | Italia              | Antonio Cairoli      | KTM       | MX2    | 40     | 19     |        | 73    |
| 6    | Italia              | David Philippaerts   | Yamaha    | Open   |        | 12     | 18     | 73    |
| 7    | Svizzera            | Valentin Guillod     | KTM       | MXGP   | 17     |        | 16     | 74    |
| 7    | Svizzera            | Jeremy Seewer        | Suzuki    | MX2    | 19     | 17     |        | 74    |
| 7    | Svizzera            | Arnaud Tonus         | Kawasaki  | Open   |        | 16     | 8      | 74    |
| 8    | Russia              | Aleksandr Tonkov     | Husqvarna | MXGP   | 5      |        | 6      | 75    |
| 8    | Russia              | Vsevolod Brylyakov   | Honda     | MX2    | 18     | 25     |        | 75    |
| 8    | Russia              | Evgeny Mikhaylov     | Husqvarna | Open   |        | 32     | 21     | 75    |
| 9    | Estonia             | Gert Krestinov       | Kawasaki  | MXGP   | 25     |        | 19     | 77    |
| 9    | Estonia             | Harri Kullas         | KTM       | MX2    | 20     | 24     |        | 77    |
| 9    | Estonia             | Tanel Leok           | TM        | Open   |        | 7      | 7      | 77    |
| 10   | Paesi Bassi         | Ceriel Klein Kromhof | KTM       | MXGP   | 39     |        | 20     | 80    |
| 10   | Paesi Bassi         | Glenn Coldenhoff     | Suzuki    | MX2    | 7      | 8      |        | 80    |
| 10   | Paesi Bassi         | Marc De Reuver       | Honda     | Open   |        | 10     | 35     | 80    |